# 이즈미촌 (후쿠오카현)
이즈미촌(泉村)은 후쿠오카현 미야코군에 있던 촌이다. 현재의 유쿠하시시의 일부에 해당한다.